# Aircrack-ng
Aircrack-ng — набір програм, призначених для виявлення бездротових мереж, перехоплення передається через бездротові мережі трафіку, аудиту WEP і WPA/WPA2-PSK ключів шифрування (перевірка стійкості), у тому числі пентеста (Penetration test) бездротових мереж (схильність атак на обладнання та атак на алгоритми шифрування). Програма працює з будь-якими бездротовими мережевими адаптерами, драйвер яких підтримує режим моніторингу (список можна знайти на сайті програми). Програма працює в операційних системах Windows, UNIX, Linux і Mac OS X. Версія для UNIX-подібних операційних систем має значно більшу функціональність і підтримує більше бездротових адаптерів, ніж Windows-версія. aircrack-ng був портований для платформ Zaurus і Maemo. Також програма була портована для iPhone.

## Можливості
Програмний пакет aircrack-ng включає:
| Ім'я           | Опис                                                                                    |
| -------------- | --------------------------------------------------------------------------------------- |
| aircrack-ng    | Зламує ключі WEP і WPA (Перебір за словником).                                          |
| airdecap-ng    | Розшифровує перехоплений трафік при відомому ключі.                                     |
| airmon-ng      | Виставлення різних карт у режим моніторингу.                                            |
| aireplay-ng    | Пакетний інжектор (Linux Windows).                                                      |
| airodump-ng    | Аналізатор трафіку: Поміщає трафік файли PCAP або IVS і показує інформацію про мережах. |
| airtun-ng      | Створює віртуальний інтерфейс тунелювання.                                              |
| packetforge-ng | Створює шифровані пакети для ін'єкції.                                                  |
| ivstools       | Інструменти для злиття та конвертування.                                                |
| airbase-ng     | Надає техніки для атаки клієнта.                                                        |
| airdecloak-ng  | Прибирає WEP-маскування з файлів pcap.                                                  |
| airolib-ng     | Зберігає і управляє списками ESSID і паролів, обчислює парні майстер-ключі.             |
| airserv-ng     | Відкриває доступ до бездротової мережевої карти з інших комп'ютерів.                    |
| buddy-ng       | Сервер-помічник для easside-ng, запущений на віддаленому комп'ютері.                    |
| easside-ng     | Інструмент для комунікації з точкою доступу без наявності WEP-ключа.                    |
| tkiptun-ng     | Атака WPA/TKIP.                                                                         |
| wesside-ng     | Автоматичний інструмент для відновлення WEP-ключа.                                      |

## Дивись також
- Аналізатор трафіку
- Вардрайвінг
- Wireshark
- Kali Linux
- BackTrack